# Lathrotelinae
Lathrotelinae (лат.) — подсемейство бабочек огнёвок-травянок (Crambidae, Pyraloidea). Известно более 45 видов в 6 родах.

## Описание
Характерными признаками Lathrotelinae являются волнистый контур крыльев, отсутствие хетозематы (группы сенсорных щетинок) на голове имаго, полностью редуцированный гнатос, эдеагус самца с сильно шиповатой «маникой» на заднем конце.
Предполагалось, что Lathrotelinae тесно связаны с Acentropinae на основании двух синапоморфий во втором стерните брюшка, но филогенетическое исследование Crambidae на основе генетических данных показало, что подсемейство является сестринской группой папоротникоядных Musotiminae.

## Кормовые растения
О личиночных стадиях Lathrotelinae известно немного. Немногочисленные известные гусеницы питаются однодольными растениями и иногда встречаются в качестве вредителей на масличных пальмах и сахарном тростнике.

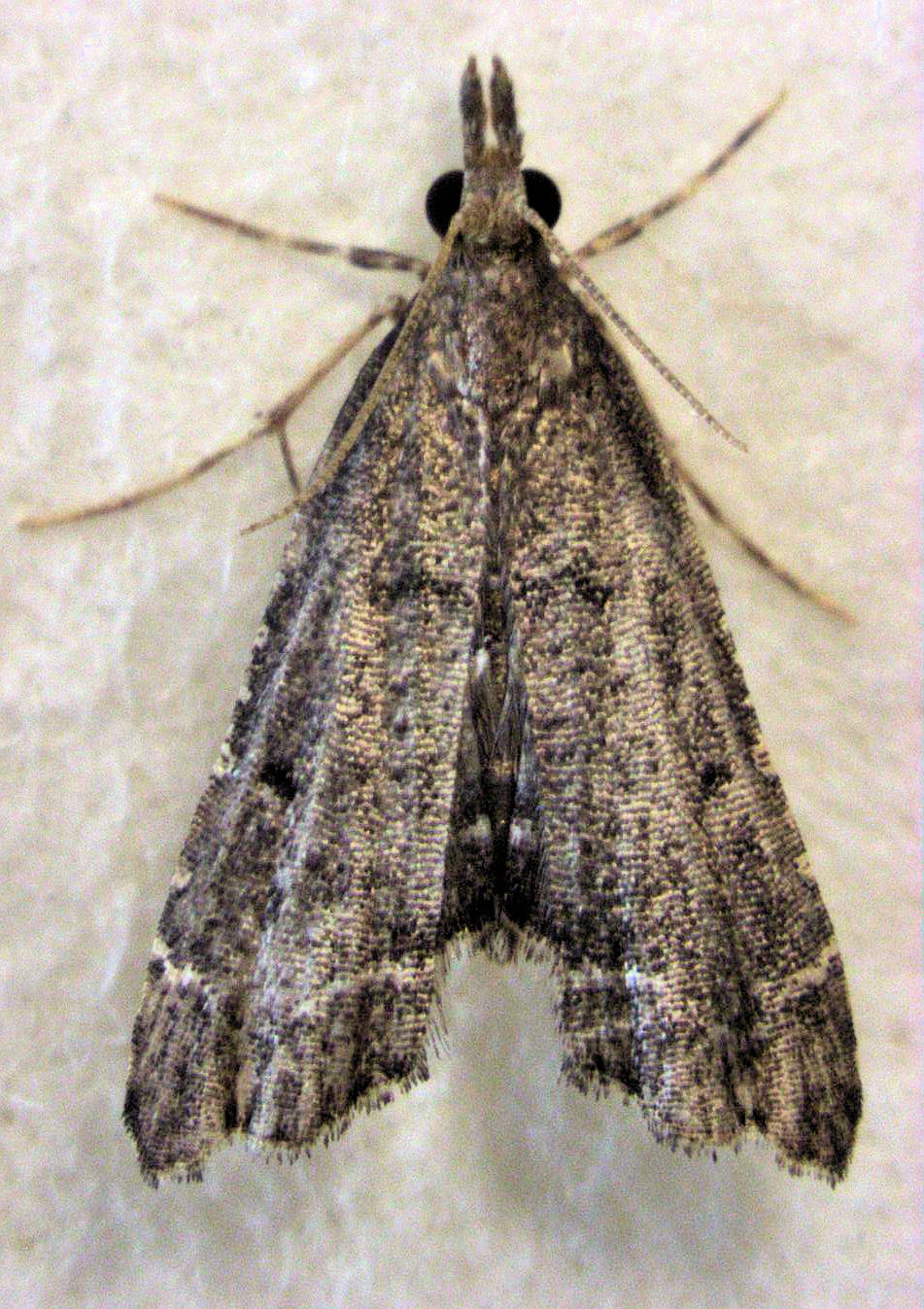
Diplopseustis perieresalis
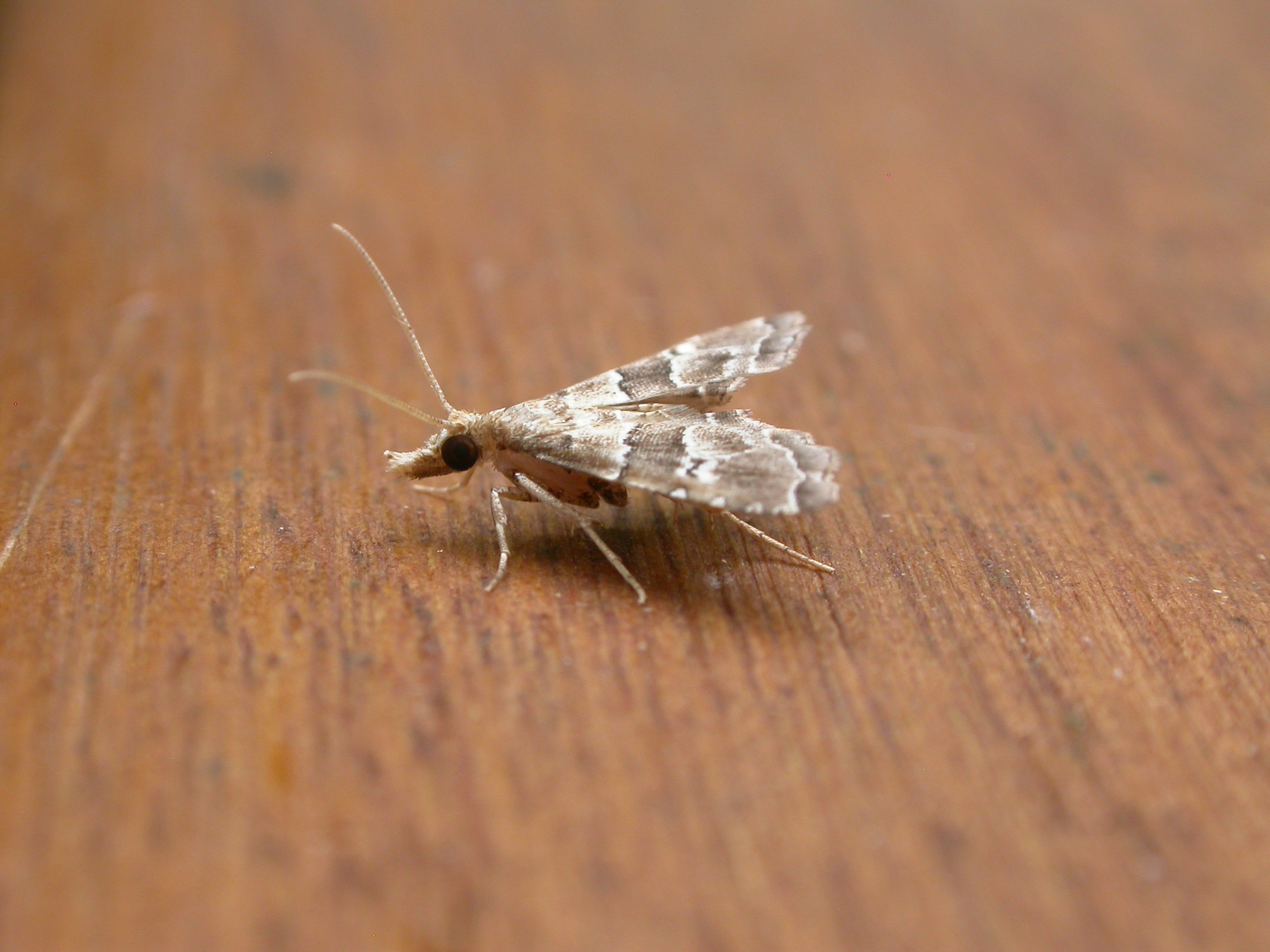
Diplopseustis sp.
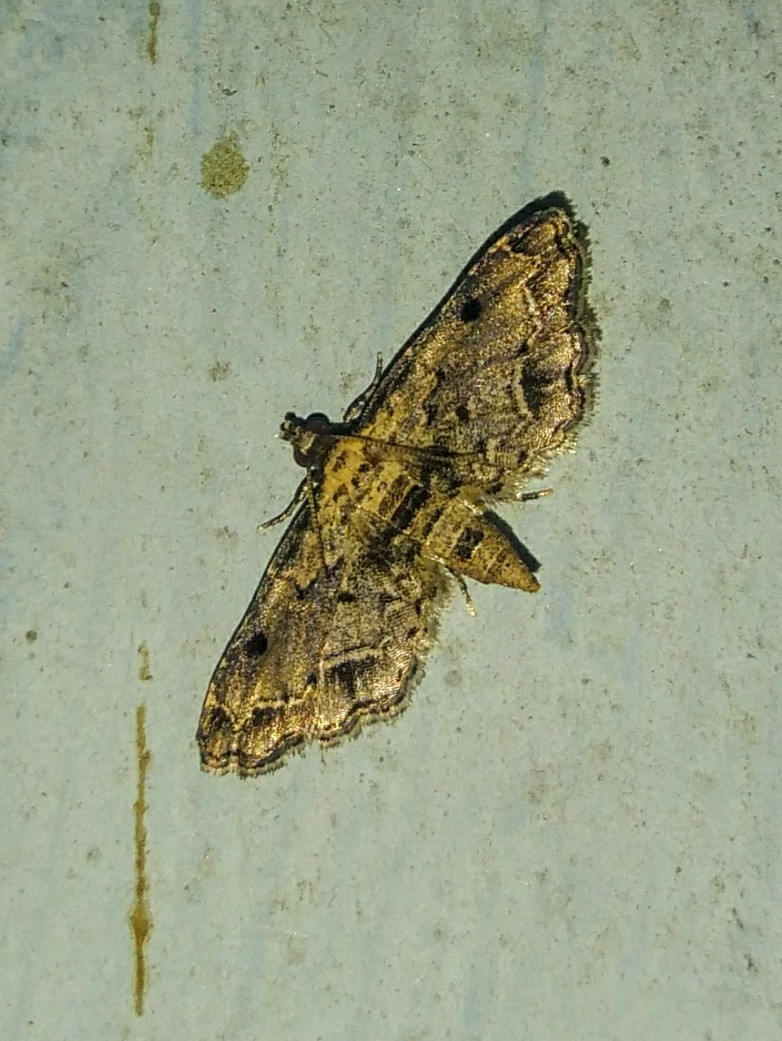
Sufetula sp.

## Систематика
45 видов и 6 родов. Таксон в ранге отдельного монотипического семейства Lathrotelidae был впервые выделен в 1971 году канадо-американским энтомологом Джоном Фредериком Гейтсом Кларком (1905—1990) по двум самкам одного вида Lathroteles obscura Clarke, 1971 с острова Рапа (Французская Полинезия). В 1991 году Lathrotelidae синонимизировали с семейством Crambidae. До недавнего времени представителей Lathrotelinae включали в другие группы, в том числе в подсемейство Spilomelinae, однако недавние исследования показали, что некоторые роды и виды (например, Lathroteles obscura) образуют отдельную эволюционную линию и Minet (2015) восстановил подсемейство Lathrotelinae для группы родов Sufetula. Также филогенетическое исследование Mally et al. (2019), основанное на молекулярно-генетических и морфологических данных, привело к переносу рода Orthoraphis Hampson, 1896 из подсемейства Spilomelinae в Lathrotelinae.
По данным исследований Regier et al. (2012) и Léger et al. (2021) Lathrotelinae образуют общую кладу с Musotiminae, которая лежит в основании филогенетического древа всего семейства Crambidae.
Подсемейство включает следующие роды:
- Acropentias Meyrick, 1890[15]
- Diplopseustis Meyrick, 1884
- Diplopseustoides Guillermet, 2013
- Lathroteles J.F.G. Clarke, 1971
- Orthoraphis Hampson, 1896
- Sufetula Walker, 1859